# Takahagi
Takahagi (Japans: 高萩市, Takahagi-shi) is een stad aan de Grote Oceaan in de prefectuur Ibaraki op het eiland Honshu in Japan. De stad heeft een oppervlakte van 193,65 km² en medio 2008 bijna 32.000 inwoners.

## Geschiedenis
Op 23 november 1954 werd Takahagi een stad (shi) na samenvoeging van drie gemeentes en delen van twee dorpen.

## Verkeer
Takahagi ligt aan de Jōban-lijn van de East Japan Railway Company.
Takahagi ligt aan de Jōban-autosnelweg en aan de autowegen 6 en 461.

## Geboren in Takahagi
- Jinzō Matsumura (松村 任三, Matsumura Jinzō), botanicus

## Aangrenzende steden
- Hitachi
- Hitachiōta
- Kitaibaraki